# Choristhemis flavoterminata
Choristhemis flavoterminata är en trollsländeart som först beskrevs av Martin 1901.  Choristhemis flavoterminata ingår i släktet Choristhemis och familjen skimmertrollsländor. Inga underarter finns listade i Catalogue of Life.

## Bildgalleri

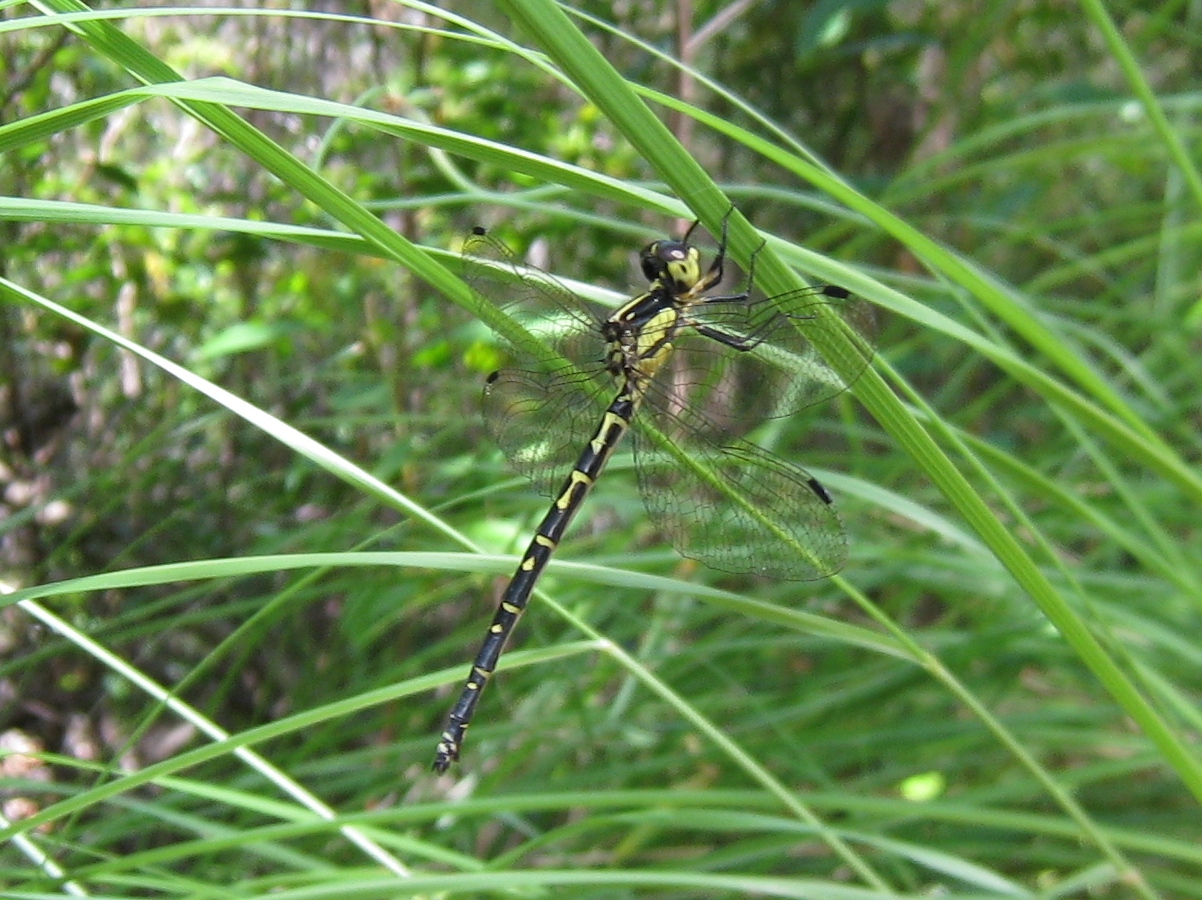